# Aigne
Aigne (okzitanisch: Anha) ist ein Ort und eine französische Gemeinde mit 294 Einwohnern (Stand: 1. Januar 2022) im Département Hérault in der Region Okzitanien (vor 2016: Languedoc-Roussillon). Sie gehört zum Arrondissement Béziers und zum Kanton Saint-Pons-de-Thomières. Die Einwohner werden Aignais genannt.

## Lage
Die Gemeinde Aigne liegt an der Grenze zum Département Aude in der Landschaft des Minervois und dem gleichnamigen Weinanbaugebiet, etwa 23 Kilometer nordwestlich von Narbonne. Umgeben wird Aigne von den Nachbargemeinden La Caunette im Norden, Aigues-Vives im Nordosten und Osten, Mailhac im Südosten, Oupia und Beaufort im Süden und Südwesten, Azillanet im Westen sowie Minerve im Nordwesten.
Durch die Gemeinde führt die frühere Route nationale 610 (heutige D 910).

## Bevölkerungsentwicklung
| Jahr                       | 1962 | 1968 | 1975 | 1982 | 1990 | 1999 | 2006 | 2012 | 2020 |
| Einwohner                  | 364  | 321  | 265  | 237  | 209  | 234  | 255  | 269  | 272  |
| Quellen: Cassini und INSEE |      |      |      |      |      |      |      |      |      |

## Sehenswürdigkeiten
- neolithische Fundstellen
- römische Villen
- Kirche Saint-Martin mit Interieur, das als Monument historique geschützt ist
- Haus Escargot (die Schnecke), spiralförmige Gebäudereihe aus dem 11. Jahrhundert

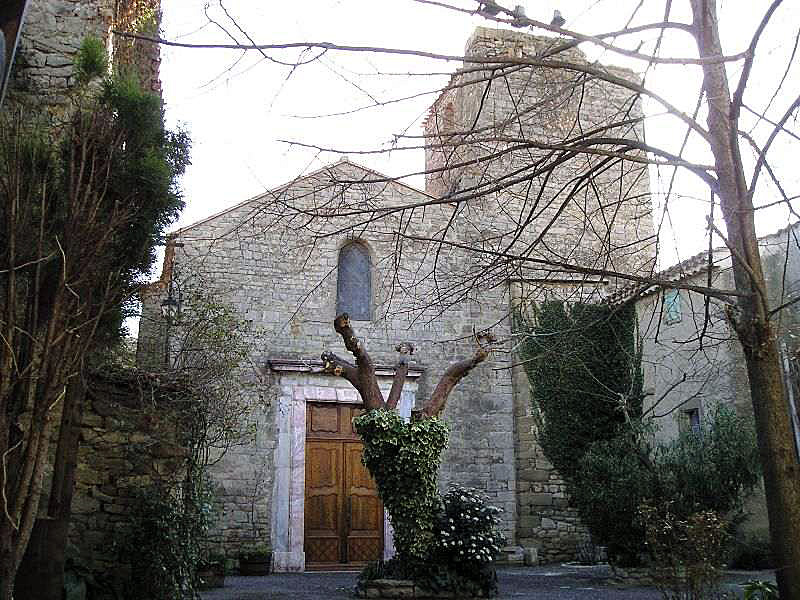
Kirche Saint-Martin
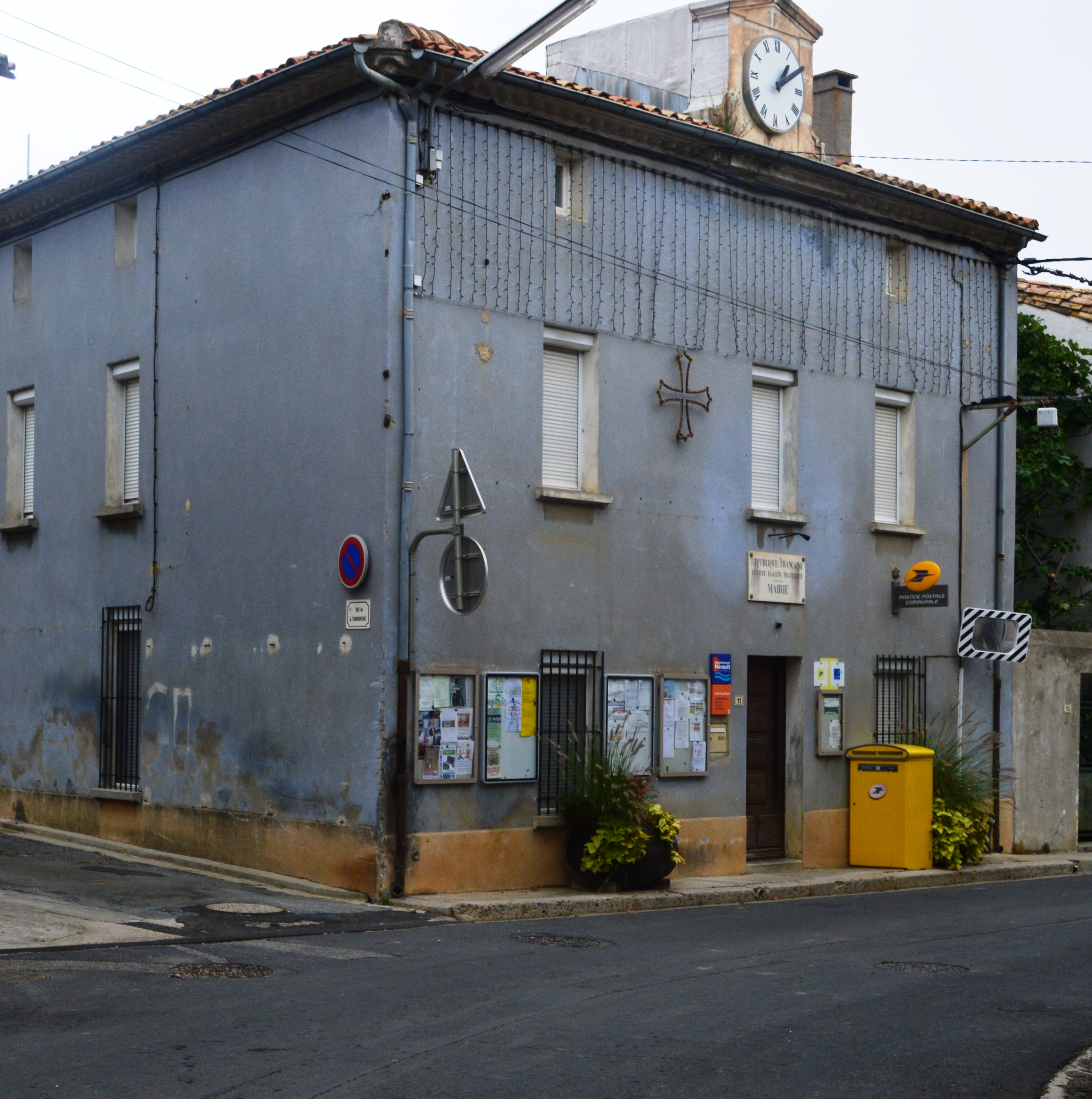
Rathaus (mairie)
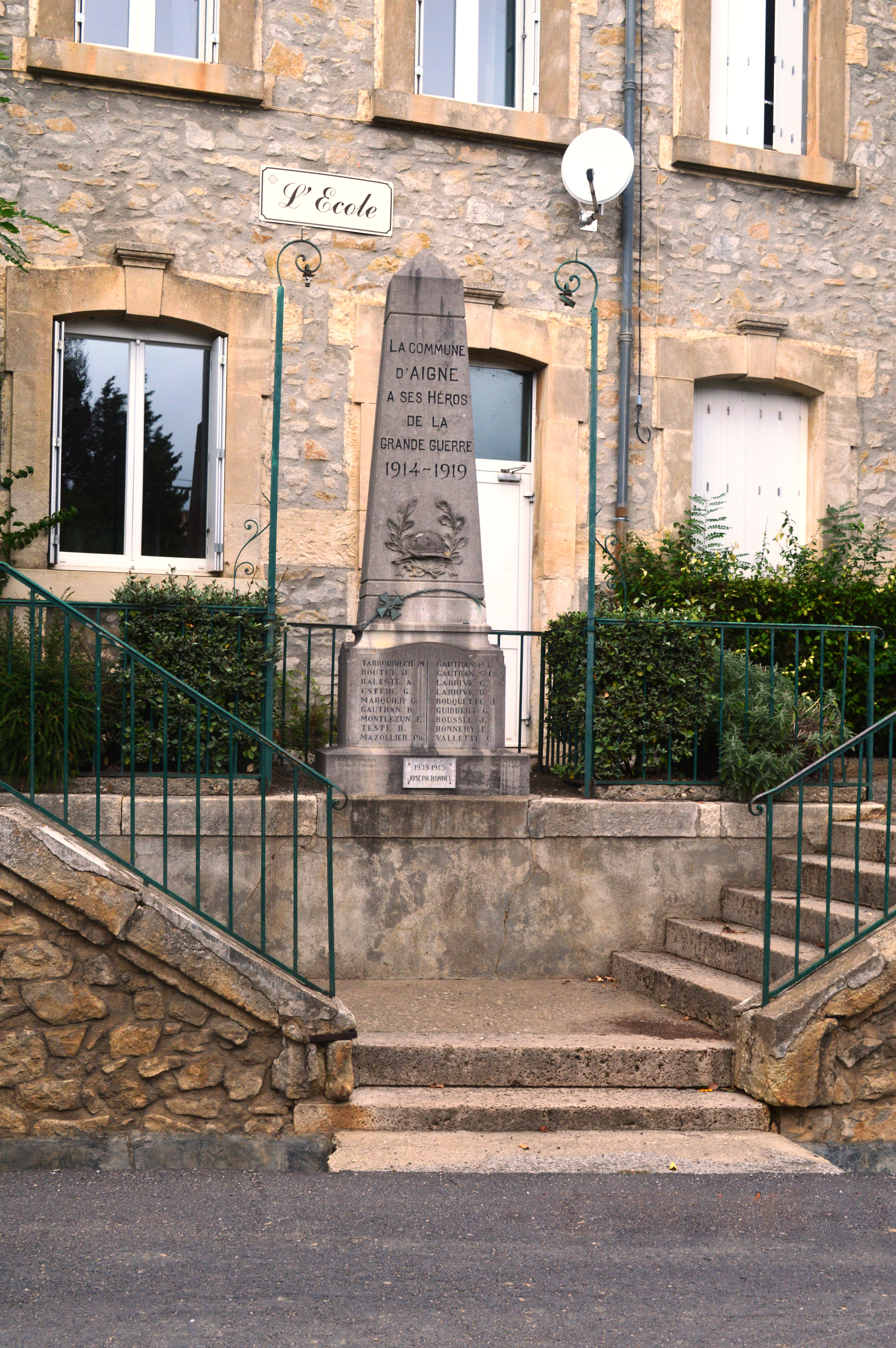
Gefallenendenkmal